# Timothy Elliot-Murray-Kynynmound (7e comte de Minto)
(Gilbert) Timothy Lariston Elliot-Murray-Kynynmound, 7e comte de Minto (/k ɪ ˈ n ɪ n m ə n d /; né le 1er décembre 1953), titré vicomte Melgund entre 1975 et 2005, est le directeur général de la papeterie britannique Paperchase.

## Biographie
Il est le fils de Gilbert Elliot-Murray-Kynynmound (6e comte de Minto) et de sa première épouse, Lady Caroline Child Villiers. Le comte réside en Angleterre, mais a des liens continus avec l'Écosse, comme ses parents.
Il succède à son père dans le comté le 7 septembre 2005. La succession de son père fait l'objet d'un différend entre le comte et la troisième épouse de son père.
Le 30 juillet 1983, il épouse Diana Barbara Trafford, fille de Brian et Audrey (née Taylor) Trafford. Ils ont deux fils et une fille ; un troisième fils est mort.
Le comte devient membre de la Chambre des lords en octobre 2022, après avoir terminé deuxième lors d'une élection partielle pour remplacer à la fois le vicomte Ullswater et le baron Colwyn. 
De 2023 à 2024, il est ministre d'État aux Affaires et au Commerce, puis de 2023 à 2024, ministre d'État à la Défense.